# Общество Кестнера

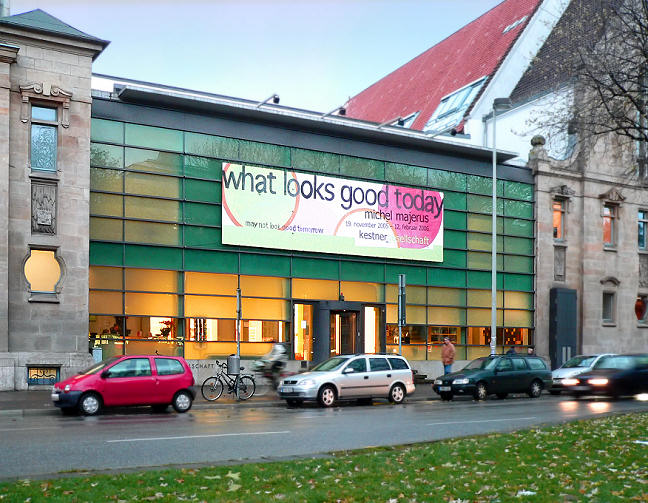
Фасад Kestnergesellschaft

Общество Кестнера (нем. Kestnergesellschaft) — общество поддержки развития культуры в городе Ганновере.
В 1916 создан с помощью ассоциации искусства Ганновера для стимулирования жизни искусства города Ганновер. Во время нацизма в Германии общество было распущено и возобновило свою деятельность только в 1947 г.
К основателям также принадлежал William Debschitz (1871—1948). После Второй мировой войны с Обществом сотрудничал фотограф и фоторепортёр Умбо.
Нынешним директором музея является Адам Будак, который начал свою работу в ноябре 2020 года. 